# الحزب الشيوعي في كازاخستان
الحزب الشيوعي في كازاخستان (بالكازاخية: Қазақстан Коммунистік партиясы)، هو حزب سياسي في كازاخستان.

## الأصل
أسس الحزب الشيوعي في كازاخستان في عام 1936، عندما أصبحت كازاخستان إحدى جمهوريات الاتحاد السوفيتي. بقي فرعا للحزب الشيوعي السوفيتي حتى تفكك الاتحاد.